# SM Tb XXXVII
SM Tb XXXVII (SM Tb 47) – austro-węgierski torpedowiec z końca XIX wieku, jedna z sześciu zbudowanych jednostek typu Tb XXXIV. Okręt został zwodowany w styczniu 1891 roku w stoczni Marinearsenal w Poli i w tym samym roku wszedł do służby w Kaiserliche und Königliche Kriegsmarine. W 1910 roku oznaczenie jednostki zmieniono na Tb 47. Okręt został wycofany ze służby w 1911 roku.

## Projekt i budowa
SM Tb XXXVII był jednym z sześciu okrętów typu Tb XXXIV. W przeciwieństwie do jednostki prototypowej (Tb XXXIV), która powstała w niemieckiej stoczni Schichau w Elblągu, Tb XXXVII został zbudowany w krajowej stoczni Marinearsenal w Poli . Okręt zwodowany został w styczniu 1891 roku.

## Dane taktyczno-techniczne
Okręt był niewielkim torpedowcem o długości na wodnicy 36,9 metra, szerokości 4,8 metra i zanurzeniu 1,9 metra . Wyporność normalna wynosiła 64 tony . Okręt napędzany był przez maszynę parową o mocy 750 KM, do której parę dostarczał jeden kocioł lokomotywowy . Jednośrubowy układ napędowy pozwalał osiągnąć prędkość 20,3 węzła .
Okręt wyposażony był w dwie wyrzutnie torped kalibru 356 mm: stałą dziobową i obracalną rufową . Uzbrojenie artyleryjskie stanowiły dwa pojedyncze działka pokładowe kal. 37 mm SFK L/23 Hotchkiss .
Załoga okrętu składała się z 16 osób .

## Służba
Torpedowiec został ukończony i wcielony do służby w Kaiserliche und Königliche Kriegsmarine w 1891 roku . Tb XXXVII został przyporządkowany do II klasy torpedowców. W 1907 roku z okrętu zdemontowano jedną wyrzutnię torpedową . W kwietniu 1910 roku na podstawie zarządzenia o normalizacji nazw dokonano zmiany oznaczenia jednostki na Tb 47 . Okręt wycofano ze służby w 1911 roku .